# Chlupicze
Chlupicze (biał. Хлюпічы, Chlupiczy; ros. Хлюпичи, Chlupiczi) – wieś na Białorusi, w obwodzie grodzieńskim, w rejonie korelickim, w sielsowiecie Mir.

## Historia
W dwudziestoleciu międzywojennym leżały w Polsce, w województwie nowogródzkim, w powiecie stołpeckim, w gminie Żuchowicze. W 1921 miejscowość liczyła 591 mieszkańców, zamieszkałych w 100 budynkach, w tym 585 Białorusinów i 6 Żydów. 578 mieszkańców było wyznania prawosławnego, 7 rzymskokatolickiego i 6 mojżeszowego.
Po II wojnie światowej w granicach Związku Sowieckiego. Od 1991 w niepodległej Białorusi.